# Marta Nael
Marta Nael pseudònim de Marta de Andrés (Barcelona, 26 d'agost de 1988) és una artista especialista en art digital i tècniques tradicionals ubicada actualment a Barcelona. Des que era petita va mostrar aptituds pel dibuix i la pintura i per això va decidir dedicar-se al món artístic. Després d'estudiar belles arts, es va inclinar pel matte painting i el concept art. El 2012, va rebre el premi Expomanga al millor il·lustrador espanyol de l'any 2012, atorgat per l'associació d'amics del còmic. Alguns dels seus llibres publicats són:
- Impressions, The Digital Art of Marta Nael (Ediciones Babylon)
- Marta Nael's Lux, a clash of light and color (Ediciones Babylon)